# Římskokatolická farnost u kostela sv. Janů, Brno
Římskokatolická farnost u kostela sv. Janů, Brno je společenstvím římských katolíků v rámci brněnského děkanství brněnské diecéze s farním kostelem svatých Janů Křtitele a Evangelisty.

## Historie farnosti

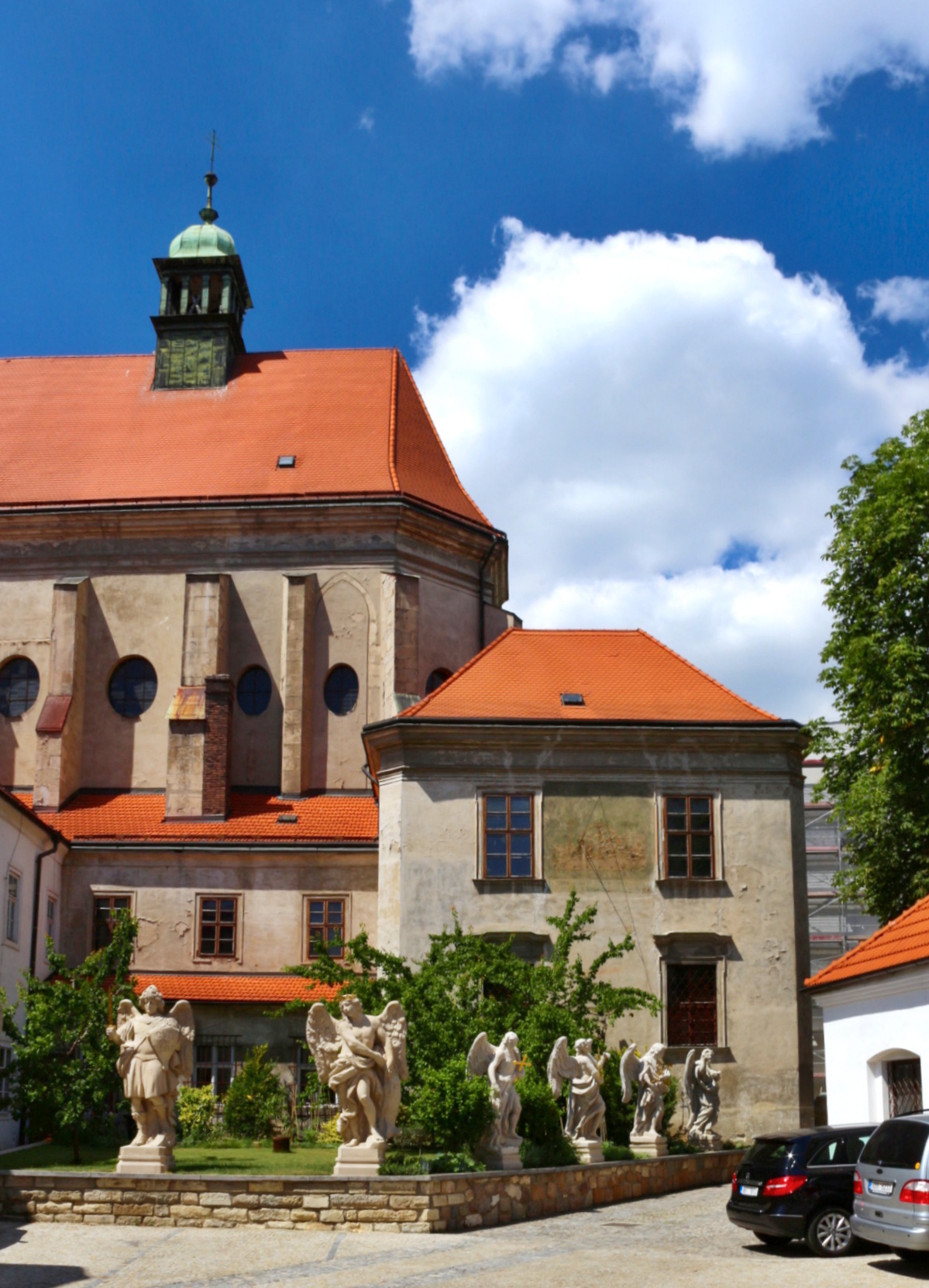
Závěr kostela sv. Janů při minoritském klášteře

Minoritský řád přišel do Brna někdy mezi lety 1227 a 1239. Společně se vznikem klášterního provizoria byl postaven i provizorní kostelík svatého Jana Křtitele. V polovině 13. století vznikl definitivní chrám, který byl roku 1257 vysvěcen olomouckým biskupem Brunem ze Schauenburku. O pět let později byl celý areál kláštera postižen požárem. Po klášterní novostavbě a opravách kostela existoval na začátku 14. století minoritský chrám, jenž je v obvodových zdech zachován dodnes. K výrazným úpravám došlo v první polovině 18. století: v sousedství kostela byla postavena loretánská kaple, konvent byl rozšířen a klášterní kostel byl zbarokizován ve dvou etapách Mořicem Grimmem. Nejprve byl v roce 1722 upraven presbytář, který obdržel novou klenbu a nová okna, následně v letech 1729–1733 byla přestavěna hlavní loď. Dne 1. září 1784 se minoritský chrám při reorganizaci farní správy nově stal farním kostelem pro jednu třetinu tehdejšího Brna (dnešního historického centra). Farnost byla později rozšířena do oblasti Cejlu. V roce 1872 se do kláštera přestěhovala z brněnského Besedního domu česká škola o počtu 531 žáků. Nacistickou okupaci minoritský areál sice přežil, ale na konci druhé světové války byl vážně poškozen bombardováním. Komunistický režim v roce 1950 klášter zabral. Kostel zůstal farním, konventní budovy byly využívány částečně jako internát a zčásti jako kancelářské zázemí Moravské galerie. Po pádu komunismu se minorité znovu ujali svého kláštera, kde jako jediný řád v Brně na stejném místě působí již téměř 800 let.

## Duchovní správci
Farářem byl od října 2009  až do své smrti v únoru 2016 P. Mgr. Robert Mayer, OFMConv. Jeho nástupcem byl jako administrátor od 1. března 2016 jmenován P. Mgr. Adam Wolny, OFMConv. Od 1. července téhož roku byl jmenován P. Mgr. Sebastian Gruca, OFMConv. Od 1. listopadu 2020 je farářem P. Mgr. Vladimír Hubálovský, OFMConv.

## Bohoslužby
| Kostel              | Místo | Bohoslužba (den)                                 | Hodina                                                                      | Poznámka     |
| ------------------- | ----- | ------------------------------------------------ | --------------------------------------------------------------------------- | ------------ |
| kostel svatých Janů | Brno  | neděle pondělí úterý středa čtvrtek pátek sobota | 7.30, 9.00, 10.30, 15.30 10.00, 15.30 10.00, 15.30, 18.00 10.00, 15.30 8.00 | farní kostel |

## Aktivity farnosti
Ve farnosti působí několik společenství - společenství studentů, rodin, dětí, mládeže, Rytířstvo Neposkvrněné, Fatimský apoštolát, hnutí Světlo - život, Přátelé Božího Milosrdenství, společenství Pražského Jezulátka.
V postní době pořádá farnost duchovní obnovu a probíhají pobožnosti na svatých schodech loretánského kostela. 